# Sanna Lehtimäki
Pour les articles homonymes, voir Lehtimäki.
Sanna Lehtimäki, née le 16 novembre 1975 à Ylöjärvi, est une cycliste professionnelle finlandaise.

## Biographie
Spécialiste de la course sur route, elle termine 32e du contre-la-montre aux championnats du monde 1998, 54e de la course en ligne aux championnats du monde 1998 et 60e de la course en ligne aux championnats du monde 1999.

## Palmarès sur route
- 1994
  - 2e du championnats des pays nordiques du contre-la-montre par équipes
- 1996
  -  Championne de Finlande contre-la-montre
- 1997
  - 2e du championnat de Finlande sur route
  - 2e du championnat de Finlande du contre-la-montre
- 1998
  - 1re étape du Tour de Pologne
  -  Championne de Finlande sur route
  -  Championne de Finlande contre-la-montre
  - 2e de Rund in Kreuzberg - Berlin
  - 3e du Tour de Pologne
- 1999
  -  Championne de Finlande sur route
  -  Championne de Finlande contre-la-montre
  - 3e de Rund um den Schäferberg - Berlin

### Grands tours

#### La Grande Boucle
- 1999 : 31e